# Oroux
Oroux är en kommun i departementet Deux-Sèvres i regionen Nouvelle-Aquitaine i västra Frankrike. Kommunen ligger i kantonen Thénezay som tillhör arrondissementet Parthenay. År 2022 hade Oroux 102 invånare.

## Befolkningsutveckling
Antalet invånare i kommunen Oroux
| Referens: INSEE |